# Infiniti G20
Infiniti G20 var en stor mellemklassebil fremstillet af Infiniti i årene 1990 til 1996 og igen fra 1998 til 2002, og kun solgt i USA.
Modellen var en omdøbt version af Nissan Primera, drevet af en 2,0-liters firecylindret 16V-motor med 104 kW (141 hk). G20 fandtes i modsætning til søstermodellen kun som firedørs sedan.
I sin levetid gennemgik G20 kun små modifikationer. Fra modelår 1992 var airbags til fører og forsædepassager samt alufælge standardudstyr. I Nordamerika blev der på seks år solgt 92.440 eksemplarer af bilen.
Fra slutningen af 1998 var G20 baseret på Primera P11. Teknik og motor var dog fortsat stort set uændret i forhold til forgængeren.